# Polypodium siccum
Polypodium siccum là một loài dương xỉ trong họ Polypodiaceae. Loài này được Lindm. mô tả khoa học đầu tiên năm 1903.